# Les Robinsons des mers du Sud
Ne doit pas être confondu avec Les Robinson suisses.
Pour plus de détails, voir Fiche technique et Distribution.
Les Robinsons des mers du Sud (Swiss Family Robinson) est un film américain réalisé par Ken Annakin sorti en 1960.
Il s'agit d'une adaptation du roman Robinson suisse (1812), de Johann David Wyss, continué et achevé par Mme de Montolieu.

## Synopsis
Une famille naviguant vers la Nouvelle-Guinée est poursuivie par des pirates dans une tempête. Le capitaine et l'équipage abandonnent le bateau laissant la famille naufragée sur une île inhabitée. Le père et ses deux fils aînés, Fritz et Ernest, récupèrent tout ce qu'ils peuvent de l'épave dont le bétail, des outils et même un orgue. Les trois hommes de la famille Robinson entament alors la construction d'une maison dans un arbre.
Malgré le relatif confort de leur nouvel habitat, Fritz et Ernest, en accord avec la famille, partent en expédition autour de l'île, espérant trouver de l'aide pour rejoindre la civilisation. Par hasard, ils tombent sur les pirates qui les ont attaqués et qui ont fait prisonnier le capitaine Moreland et sa fille Roberta (déguisée en garçon et renommée Bertie pour que les pirates ne s'en prennent pas à elle). Ils parviennent à libérer Roberta juste à temps et à s'enfuir dans la jungle.
Les trois jeunes gens décident de rentrer à leur maison à pied à travers la jungle dangereuse et peuplée d'animaux sauvages. Après un voyage mouvementé, ils arrivent à rejoindre les leurs la veille de Noël. Tous s'accordent sur le fait que les pirates ne laisseront pas filer leur prisonnier si facilement et continueront leurs recherches. Ils organisent donc leur défense avec ce que la nature leur offre (dont un tigre piégé dans une fosse) ainsi qu'avec le reste de poudre et de fusils du bateau. Entretemps, naît une jalousie croissante entre Fritz et Ernest, tous deux amoureux de Roberta.
Un jour, les pirates débarquent sur l'île et malgré plusieurs victoires lors des premiers instants de la bataille, les Robinson sont vite dépassés par le grand nombre d'adversaires et leur propre manque de munitions. Alors que tout semble perdu, un bateau du capitaine Moreland apparaît, met en déroute les pirates et coule leur bateau. Les Robinson sont enfin sauvés.

## Fiche technique

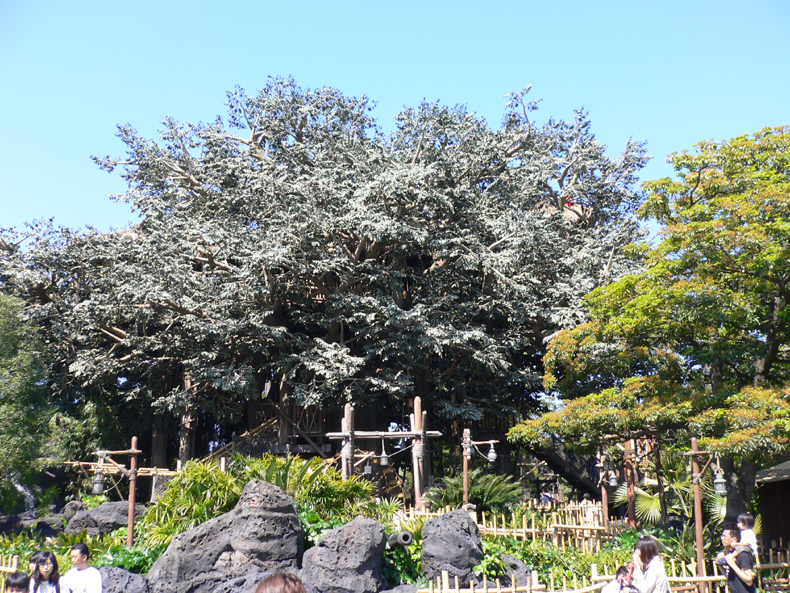
Swiss Family Treehouse, attraction à Tokyo Disneyland et réplique de la maison perchée dans les arbres.

- Titre : Les Robinsons des mers du Sud
- Titre original : Swiss Family Robinson
- Réalisateur : Ken Annakin assisté de René Dupont
  - Réalisateur seconde équipe : Yakima Canutt
- Scénario : Lowell S. Hawley d'après Le Robinson suisse de Johann David Wyss (1812)
- Photographie : Harry Waxman, Paul Beeson (images additionnelles)
- Montage : Peter Boita
- Musique : William Alwyn
  - Chef d'orchestre : Muir Mathieson
  - Chansons : Terry Gilkyson (My Heart is an Island)
- Direction artistique : John Howell assisté de John Hoesli, Peter Murton
  - Artiste matte painting : Peter Ellenshaw
  - Storyboards : John L. Jensen
- Décors : Jack Stephens
- Costumes : Julie Harris
- Son : John Dennis, Gordon K. McCallum, Les Wiggins
- Effets spéciaux : Dan Lee, Walter Stones
- Maquillage : Bill Lodge, Charles Nash
- Coiffure : Eileen Bates
- Producteur : Bill Anderson, Basil Keys (associé), Walt Disney
- Directeur de production : Bill Hill, John Howell (conception)
- Société de production : Walt Disney Productions
- Société de distribution : Buena Vista Distribution
- Pays de production :  États-Unis
- Langue : anglais
- Format : Panavision
- Genre : Film d'aventure exotique
- Durée : 128 minutes
- Dates de sortie : 
  - États-Unis : 10 décembre 1960
  - France : 25 août 1961

Sauf mention contraire, les informations proviennent des sources suivantes : Leonard Maltin, John West et IMDb

## Distribution
- John Mills : Father Robinson
- Dorothy McGuire : Mother Robinson
- James MacArthur : Fritz Robinson
- Janet Munro : Roberta 'Bertie'
- Sessue Hayakawa : Kuala, Pirate Chief
- Tommy Kirk : Ernest Robinson
- Kevin Corcoran (VF : Marie-Martine) : Franz Robinson
- Cecil Parker : Captain Moreland
- Andy Ho : Auban
- Milton Reid : Big Pirate
- Larry Taylor : Pirate

Sauf mention contraire, les informations proviennent des sources suivantes : Leonard Maltin, Dave Smith, John West et IMDb

## Sorties cinéma
Sauf mention contraire, les informations suivantes sont issues de l'Internet Movie Database.
- États-Unis : 10 décembre 1960 (première), 21 décembre 1960 (nationale)
  - ressortie : 22 janvier 1969, 19 juin 1981
- Brésil : 9 janvier 1961
- Australie : 17 août 1961
- France : 25 août 1961
- Italie : 6 septembre 1961
- Japon : 23 décembre 1961
- Hong Kong : 11 janvier 1962
- Allemagne de l'Ouest : 2 février 1962
- Suède : 22 février 1962
- Finlande : 13 avril 1962
- Danemark : 28 avril 1962

## Origine et production
Le film s'inspire du roman d'aventures de Johann David Wyss Le Robinson suisse (1812), dont c'est la seconde adaptation ; la première version, intitulée Le Robinson suisse avait été réalisée par Edward Ludwig en 1940 pour RKO Pictures. Wyss qui avait simplement rassemblé les histoires imaginées avec son fils pour les préserver et n'avait pas prévu de publier cette histoire mais ses descendants ont fait illustrer et éditer le recueil. Dans la version de RKO, l'histoire relate les aventures d'une famille d'origine suisse, les Starck (rebaptisés Robinson par Disney), ayant embarqué au Havre et échoué après une tempête sur une île tropicale inhabitée. La famille va construire dans un arbre une maison grâce aux objets récupérés après le naufrage. Les trois fils (Fritz, Ernst et Francis) découvriront une nouvelle vie.

### Développement du scénario
La production du film débute durant le tournage du film Le Troisième Homme sur la montagne (1959) à Zermatt en Suisse durant le printemps et l'été 1958. Ken Annakin se souvient que lors du tournage, Bill Anderson lui a annoncé que leur prochaine production serait basée sur Le Robinson suisse (1812) de Johann David Wyss. Lors de son séjour helvétique, Annakin a lu le livre mais s'est interrogé sur ce que Disney voulait faire d'une histoire si désuète. Une fois revenu à Burbank, Annakin et Anderson se sont rendus dans le bureau de Walt Disney à sa demande pour discuter du film et leur confia : « Bon maintenant jetons tout le livre par la fenêtre et conservons que l'idée d'une famille suisse émigrant aux États-Unis qui fait naufrage, sauvant une partie du bateau et de son contenu... Vous pouvez imaginer tout ce que vous voulez, utiliser tous les animaux qui peuvent être divertissants... »
Le premier scénario produit par le studio adapte le roman original en une série télévisée en douze épisodes mais le scénariste principal est appelé sur un autre projet et l'adaptation suspendue. Bill Anderson relit alors le livre de Wyss, trouve dans les pirates une cause possible de l'échouage et soumet cet axe de lecture à Walt Disney qui approuve le concept. Lowell Hawley est assigné à la réécriture du scénario mais en relisant lui aussi le livre il n'y découvre pas plus d'intérêt que la mise en histoire d'une encyclopédie du genre : un père et son fils marchent sur une île et s'arrêtent à chaque fois que l'enfant voit quelque chose d'inconnu afin que son père lui explique. Ken Annakin impliqué très tôt dans le projet confirme que le livre original n'apporte que l'idée première du film, une famille perdue sur une île qui possède assez de ressources pour survivre. Walt Disney est aussi fortement impliqué dans le projet et selon Annakin une réunion quotidienne avait lieu quand le développement du scénario n'avançait pas. Pour la pré-production le film a énormément utilisé les storyboards, [technique provenant du monde de l'animation], au point que la seconde moitié du film à partir de la construction de la cabane dans l'arbre n'a été conçue que sur storyboard. Walt venait chaque jour avant le déjeuner pour voir l'avancement du scénario et pointait du doigt les cases blanches des panneaux, complétées ensuite par Lowell Hawley. Walt Disney s'est enthousiasmé pour la scène finale de combats avec les pirates.

### Tournage
Le film a été tourné en Panavision, un format large anamorphosé différent du CinemaScope utilisé sur les films Les Instruments de musique (1953), le long métrage d'animation La Belle et le Clochard (1955) et L'Infernale Poursuite (1956).
Le tournage a été très long et difficile. Initialement pour réduire les coûts, Walt Disney envisage de tourner le film au Royaume-Uni mais Bill Anderson refuse, ce qui devient l'un des nombreux désaccords entre les deux hommes,. Le sujet a été évité par les deux hommes jusqu'à ce que le scénario soit achevé. Walt Disney a de nouveau proposé le studio britannique de Denham Film Studios mais Anderson les trouve trop exigus,.
Afin de trouver le meilleur lieu de tournage possible, plusieurs lieux ont été visités dont la Jamaïque, Porto Rico, Trinidad et les Galápagos par Ken Annakin. Finalement le choix s'est porté sur Tobago, mais l'un des inconvénients de ce choix était que l'île n'avait pas de faune locale. Walt Disney refusa tout d'abord en raison du budget nécessaire au tournage sur place mais Anderson a convaincu Annakin de le soutenir.
Selon Leonard Maltin et Dave Smith, la production du film a nécessité 22 semaines de tournage et un budget de 4,5 millions d'USD,. John West donne d'autres chiffres. Ken Annakin a passé 10 mois sur Tobago pour réaliser le film et superviser la production dont 23 semaines de prises de vue avec trois équipes de tournage et 1000 personnes pour construire les routes, les cuisines et salles à manger, les places pour les caravanes et un studio. Maltin indique que les décors ont nécessité cinq mois de construction et de préparation avec notamment l'épave installée sur des échafaudages sous l'eau par des plongeurs. L'arbre dans lequel a été construit la maison fictive des Robinson comptait trois étages et n'était pas un lieu aisé pour le tournage avec seulement 3 heures d'exposition au soleil par jour en raison du feuillage environnant. John West précise que c'est le bassin d'eau avec le toboggan en pierre et la chute d'eau qui n'avait qu'une si faible exposition au soleil et qu'il avait été découvert par Bill Anderson. L'épave de bateau à taille réelle a été réalisée d'après le voilier Endeavour du capitaine James Cook.
En plus de cela, les conditions météorologiques n'étaient pas favorables. La pluie et la marée ont ainsi emporté la plage utilisée pour une scène alors qu'elle était à moitié tournée, nécessitant 400 femmes munies de sacs de sable pour la reconstruire. De même quand il ne pleuvait pas, la chaleur était telle que des techniciens tenaient de grands parasols au-dessus des acteurs pour que leur maquillage ne coule pas. Dix jours seulement étaient prévus pour la scène de l'échouage des animaux et les objets flottants changeaient constamment de direction et risquaient parfois de se percuter. L'équipe de Yakima Canutt était plus particulièrement dédiée aux "cascades". En raison du tournage sur Tobago, l'intégralité du film a dû être réenregistrée en studio à Londres durant 28 jours pour supprimer les bruits de fond, oiseaux, vagues ou vents dans les feuilles.
Côté faune, 14 dresseurs s'occupaient des animaux, au nombre de 500 amenés sur l'île de Tobago par bateau. Les dresseurs demandaient chaque jour vers 16h au réalisateur l'attitude ou la mimique qui était attendue de l'animal le lendemain et passaient la nuit à leur apprendre. Les flamants roses ont même fait une excursion en Guyane britannique partant en milieu d'après-midi et revenant le lendemain pour l'heure du repas. L'équipe a dû construire un zoo temporaire pour héberger les animaux. Les six autruches avaient un traitement spécial au point que les parasols des acteurs ont été réquisitionnés certains jours pour les grands oiseaux. Pour la scène du tigre piégé dans une fosse, l'équipe a creusé un trou de 16 pieds (4,8768 m) selon les recommandations du dresseur mais l'animal a réussi à sortir d'un bond et s'est enfui dans la forêt durant 6 à 7 minutes.
Pour les acteurs, le tournage n'a pas été si difficile que le laisse entendre John Mills dans une interview au London Evening News. Il évoque des scorpions dans son lit, des trajets en voiture à flanc de falaise, des mangroves et des sables mouvants à traverser, des requins et des serpents à éviter avant d'arriver au lieu de tournage. John West précise que la plupart des acteurs sont venus en famille par exemple Dorothy McGuire a été rejoint par ses deux filles peu avant Noël, John Mills avec sa femme et ses enfants Hayley et Jonathan Mills et Sessue Hayakawa, âgé de 17 ans avec une petite amie décrite comme une geisha.
En raison de ces nombreux aléas, le budget du film a été dépassé d'un million de dollars, une première pour le studio. Walt Disney s'est mis en colère en apprenant le dépassement de budget au point qu'Anderson a eu peur pour son poste. Anderson explique que la scène de bataille avec les pirates a été mal accueilli par le service distribution du studio car elle n'était pas réaliste avec deux fois plus de pirates que le bateau pouvait contenir. Anderson justifie ce nombre pour le divertissement et Walt Disney a refusé de remonter la scène pour réduire le nombre de pirates.

## Sortie et accueil
Juste avant la sortie du film, l'émission Walt Disney Presents (sur ABC) du 18 décembre 1960 est consacrée à la promotion du film avec un documentaire intitulé Escape to Paradise. Le film génère dès sa première sortie 7,5 millions d'USD, un bon résultat pour le studio et une ressortie en 1969 a engrangé des recettes similaires. Suite par des ressorties en 1972, 1975 et 1981 et en vidéo cassette en 1982.
La plupart des critiques ont trouvé le film divertissant à l'instar du New York Times, qui évoque une « grande histoire d'aventure » ou du Time qui déclare un « Bon Disney et une mauvaise culture... une habituelle comédie de Donald Duck en prise de vue réelle. » La principale critique du film concerne le manque de réalisme et le côté improbable, trop adoucie, de l'attaque des pirates contre la cabane des Robinson mais Leonard Maltin indique que c'était un effet voulu par l'équipe du studio, voulant conservé l'aspect divertissant du film. Arthur Knight du Saturday Review fait une critique assez élogieuse et écrit : « bien que le scénario ait pris beaucoup de liberté par rapport à l'original, il est si généreux et génial qu'il n'est pas utile de se plaindre de l'absence de Johann Wyss et de ses incessantes prières et homélies. Disney a évité le problème de la dimension unique qui afflige la plupart des films pour enfants. Et l'utilisation d'un langage humoristique a permis d'éviter à la fois la douceur excessive et l'horreur sanguinolente des précédents productions du studio dans ce domaine [les films d'aventure ou historique]. »

## Analyse
Pour John West, l'histoire du film est bien racontée et contient beaucoup d'action et d'humour mais manque quand même de cœur. Pour Steven Watts, le film est une étude de cas charme et claire de comment l'individualisme et les vertus des gens qui s'associent peuvent produire une société utopique, un résumé parfait de l'idéologie du studio durant la Guerre froide. Le film est une parabole pour les spectateurs de « l'expérience américaine » avec la famille Robinson libérés d'autorité gouvernementale ou institutionnelle qui doivent dépendre de leur propres ressources pour survivre. Le message est selon Watts encore plus clair lors de la scène finale quand les Robinsons défendent leur île des pirates. Ils ont ainsi mis en place un système de défense de leur liberté qu'aurait apprécié John Foster Dulles avec  un pont pliant, des pièges, des arbalètes cachées, des pieux enfouis, des trous emplis d'animaux sauvages, des mines, des rochers glissants, des grenades à main confectionnées avec des noix de coco et des troncs d'arbres dévalant des pentes sans compter les armes à feu détenues par les hommes et les femmes. Pour Watts malgré l'aspect comique dans lequel sont pris les assaillants, le message idéologique est clair d'autant que les pirates sont asiatiques, la défense du peuple américain contre le Péril jaune et autres peuples mettant en danger sa liberté. La technologie, le travail et la religion sont les qualités nécessaires au salut des américains en cette période de Guerre froide. Disney présente cette idéologie de manière divertissante avec une vision historique basée sur l'optimisme tout en célébrant le peuple et la notion d'individualisme qui s'opposent au communisme soviétique.

## Adaptations et réutilisation
Aux côtés de la série de documentaires True-Life Adventures, Les Robinsons des mers du Sud fait partie des productions Disney utilisées comme motifs pour la zone d'Adventureland des parcs Disney. Le film a inspiré l'attraction Swiss Family Treehouse qui a ouvert ses portes le 18 novembre 1962 à côté de l'entrée de Jungle Cruise à Disneyland. Cette attraction se retrouve également au Magic Kingdom de Walt Disney World Resort, au parc Disneyland de Disneyland Paris et au parc Tokyo Disneyland de Tokyo Disney Resort. La construction dans les parcs Disney d'une réplique de la maison perchée dans les arbres a contribué à populariser le film.
Un remake en téléfilm intitulé  Les Nouveaux Robinson (Beverly Hills Family Robinson) a été produit par Walt Disney Television en 1997.